# Przesieka (Tatry)

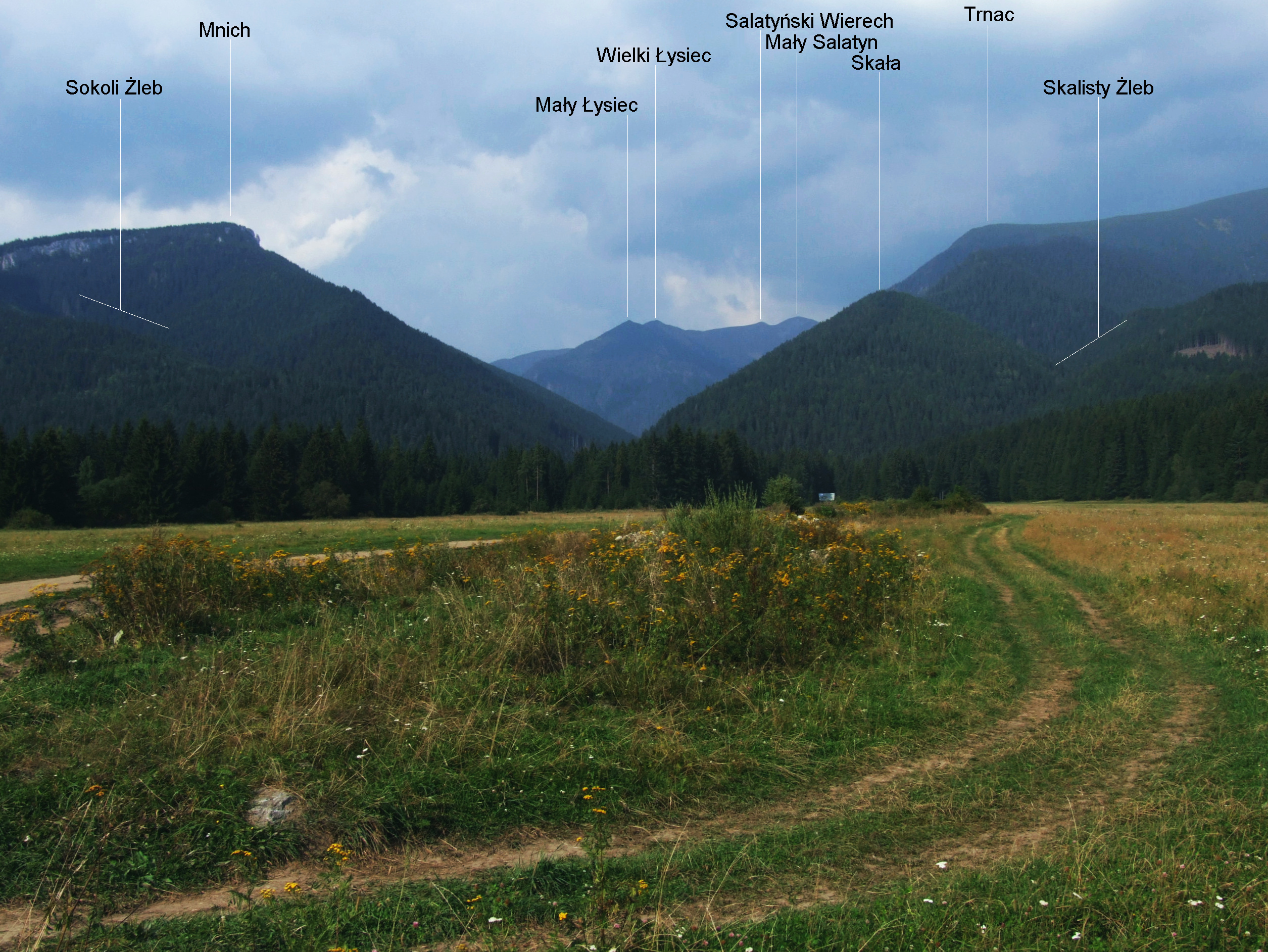
Wylot Doliny Jałowieckiej

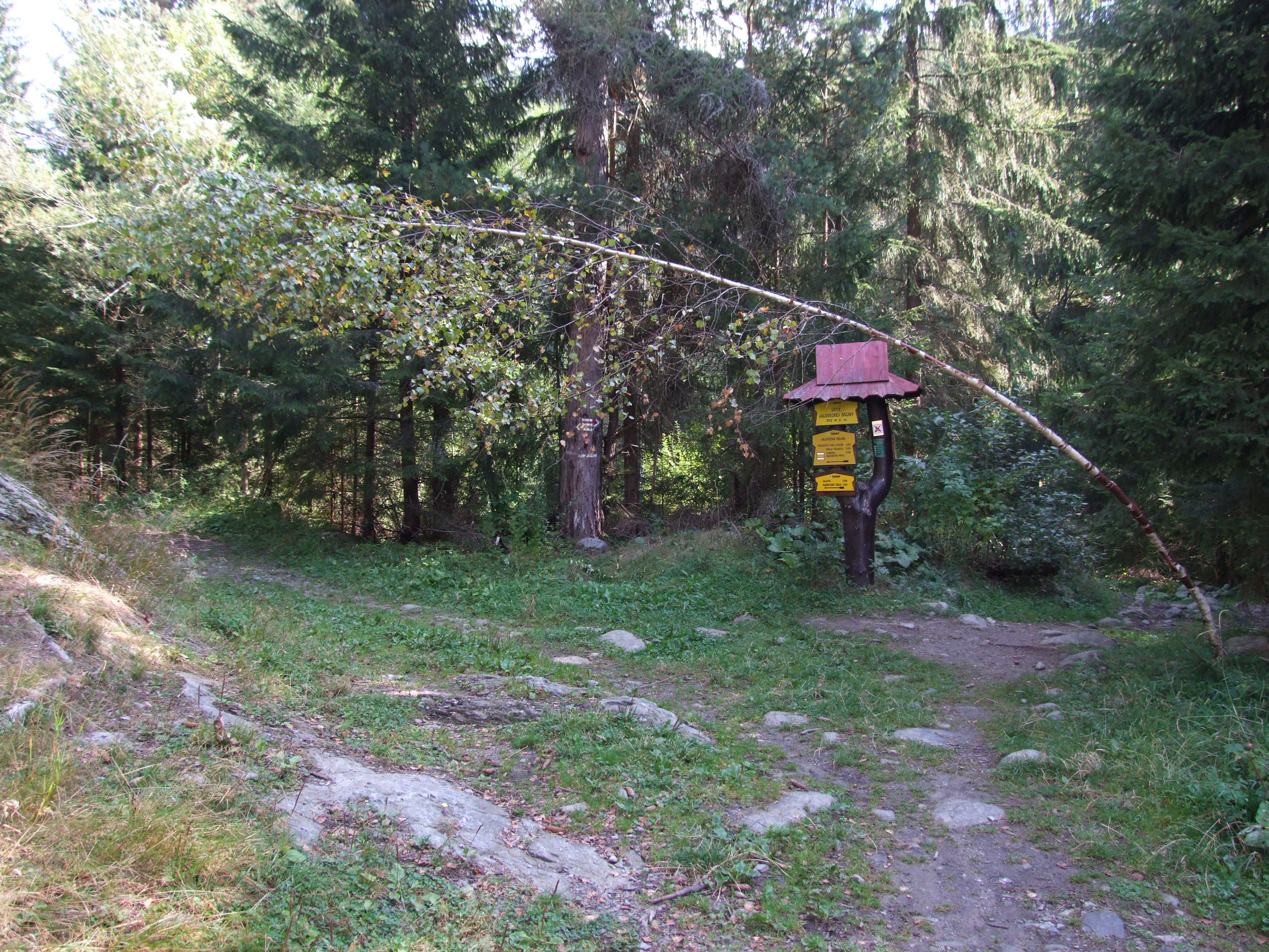
Rozdroże szlaków turystycznych na Przesiece

Przesieka lub Przesiek – wylot Doliny Jałowieckiej do Kotliny Liptowskiej. Jest to wąska rówień pomiędzy zalesionym wzniesieniem Skały i również zalesionymi zakończeniami grzbietów Mnicha i Sokoła. Nazwę Przesieka podaje polska mapa i monografia „Tatry Zachodnie. Słowacja”. Józef Nyka w swoim przewodniku Tatry słowackie przytacza nazwę Przesiek. Nazwy te jednak nieznane są na Słowacji. Słowacka mapa nie oznacza tego miejsca żadną nazwą, zaś na istniejącym tutaj rozdrożu szlaków turystycznych słowackie tabliczki podają nazwę Ústie Jaloveckej doliny i wysokość 852 m. Polska mapa turystyczna podaje przy tym rozdrożu wysokość 806 m, różnice są więc istotne.
Środkiem Przesieki płynie Jałowiecki Potok. Po jego zachodniej stronie jest rozdroże szlaków turystycznych (Ústie Jaloveckej doliny). Tuż za tym rozdrożem czerwony szlak (Magistrala Tatrzańska) przekracza mostkiem Jałowiecki Potok.

## Szlaki turystyczne
– żółty: Jałowiec – rozdroże pod Tokarnią – Przesieka – rozdroże do Parzychwostu – Palenica 4:40 h, ↓ 3:50 h.
  – Magistrala Tatrzańska (fragment): rozdroże pod Tokarnią – Przesieka – Dolina Żarska: 1:40 h, ↓ 1:30 h